# ادینگتون (پنسیلوانیا)
ادینگتون (به انگلیسی: Eddington) یک منطقهٔ مسکونی در ایالات متحده آمریکا است که در شهرستان باکس، پنسیلوانیا واقع شده‌است. ادینگتون ۱٬۹۰۶ نفر جمعیت دارد و ۲۰٫۱۲ متر بالاتر از سطح دریا واقع شده‌است.